# Alexei Panshin
Alexei Panshin (n. 14 august 1940, Lansing, Michigan, SUA – d. 21 august 2022, Pennsylvania, SUA) a fost un scriitor americani de science-fiction. Acesta a câștigat Premiul Nebula în 1968 cu romanul Rite of Passage și Hugo în 1990 cu studiul The World Beyond the Hill.

## Lucrări publicate

### Romane
- Alexei Panshin (1968). Rite of Passage. New York: Ace Publishing Corporation. Ace 72781.
- Alexei Panshin (1968). Star Well. New York: Ace Publishing Corporation. p. 157. ISBN 0-441-78405-4. Ace G-756.
- Alexei Panshin (1968). The Thurb Revolution. New York: Ace Publishing Corporation. ISBN 0-441-80855-7. Ace G-762.
- Alexei Panshin (1969). Masque World. New York: Ace Publishing Corporation. p. 156. ISBN 0-441-02320-0 Verificați valoarea |isbn=: checksum (ajutor). Ace 2320.
- Alexei Panshin (1978). Earth Magic. New York: Ace Publishing Corporation. p. 275. ISBN 0-441-18120-1.

### Colecții
- Alexei Panshin (1975). Farewell to Yesterdays Tomorrow. New York: Berkley Publishing Corporation. p. 212. ISBN 0-425-03211-6.
- Alexei Panshin (1982). Transmutations: A Book of Personal Alchemy. Dublin, PA: Elephant Books. p. 214.

### Non-fiction
- Alexei Panshin (1968). Heinlein in Dimension: A Critical Analysis. Chicago: Advent Publishers. p. 214. ISBN 0-911682-12-0.
- Alexei Panshin (1976). SF in Dimension: A Book of Explorations. Chicago: Advent Publishers. p. 342. ISBN 0-911682-21-X.
- Alexei Panshin (1989). The World Beyond the Hill: Science Fiction and the Quest for Transcendence. Los Angeles: Jeremy P. Tarcher, Inc. p. 685. ISBN 0-87477-554-X.

## Traduceri
- Ritual de trecere - Alexei Panshin, editura Multistar,  1993, 265 pag. ISBN 973-9136-08-7[9]
- „Cum a descoperit Georges Duchamps un complot pentru cucerirea lumii”, povestire, traducere de Smaranda Zănescu, Almanah Anticipația 1986, pp. 310